# Leioproctus fimbriatus
Leioproctus fimbriatus är en biart som beskrevs av Smith 1879. Leioproctus fimbriatus ingår i släktet Leioproctus och familjen korttungebin. Inga underarter finns listade i Catalogue of Life.

## Bildgalleri

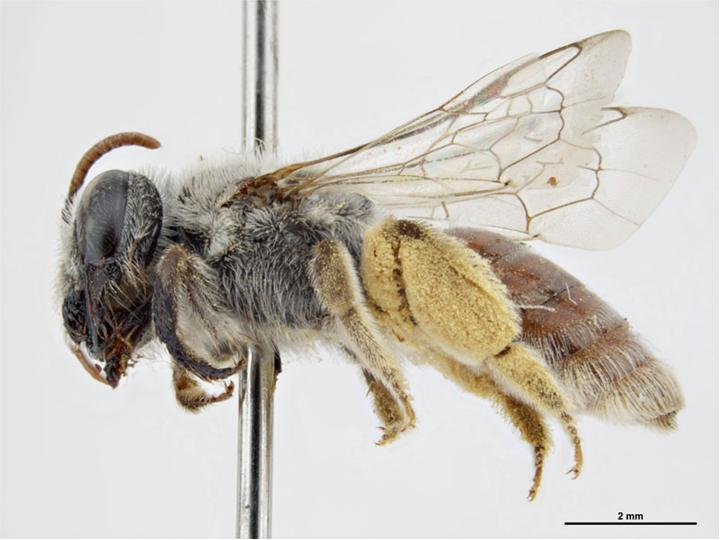
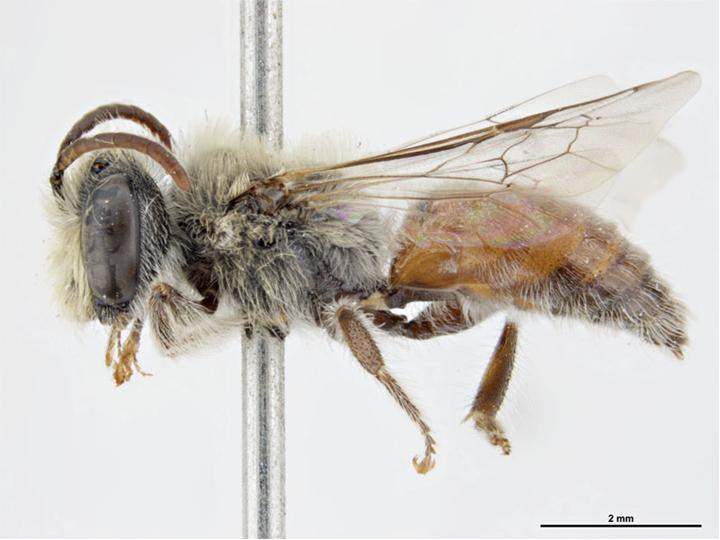